# Liste argentinischer Zeitungen
Die Liste argentinischer Zeitungen ist in vier Teile gegliedert: Einführung, Tageszeitungen, Wochenzeitungen und Monatszeitungen.

## Einteilung
Es werden in Argentinien über 200 Tageszeitungen publiziert. Jede Großstadt sowie einige Mittelstädte publizieren dabei eigene Tageszeitungen, Kleinstädte ab 20.000 Einwohnern haben meist eine eigene Wochen- oder Monatszeitung.

### Überregionale Zeitungen
Die überregionalen Zeitungen Argentiniens erscheinen fast alle in Buenos Aires. Die auflagenstärksten Blätter sind Clarín und La Nación (Tageszeitungen) sowie Perfil (Wochenzeitung). Weiterhin bedeutend sind La Prensa und die linksalternative Zeitung Página/12 mit detailliertem Kulturteil.
Einen Sonderfall nimmt die Zeitung El Tribuno ein, die in drei verschiedenen Ausgaben in den Provinzen Jujuy, Salta und Tucumán erscheint; sie ist damit die einzige überregionale Zeitung des Landesinneren.

### Boulevardzeitungen
Die bedeutendsten Boulevardzeitungen Argentiniens sind Diario Popular und Crónica, beide aus Buenos Aires. Beide kommen jedoch in ihrer Auflagenstärke nicht an Clarín und La Nación heran.

### Regionale und lokale Zeitungen
Die älteste heute noch erscheinende Zeitung ist La Capital aus Rosario, die gleichzeitig hinter La Voz del Interior (Córdoba) die auflagenstärkste Regionalzeitung Argentiniens ist. Weitere bedeutende Regionalzeitungen sind Los Andes (Mendoza) und La Gaceta (San Miguel de Tucumán).

### Gratiszeitungen
In jüngerer Zeit haben eine Reihe von Zeitungen in den Großstädten Bedeutung erlangt, die kostenlos, vor allem in Bussen und Bahnen verteilt werden. La Razón, eine ehemalige traditionelle Abonnementzeitung, wird in den Vorortbahnen von Buenos Aires ausgeteilt, El Diario del Bolsillo in der U-Bahn Buenos Aires sowie in den Bussen und öffentlichen Institutionen von Córdoba.

### Zeitschriften und Wochenzeitungen
In Argentinien gibt es zudem eine große Anzahl von Zeitschriften und Wochenblättern. Die bekanntesten Nachrichtenmagazine sind Noticias  und Veintitres. Auflagenstarke Illustrierte sind Gente und Caras.
Es gibt auch eine deutschsprachige Wochenzeitung, das Argentinische Tageblatt.

## Tageszeitungen

### Bahía Blanca
- La Nueva Provincia (eher konservativ)

### Buenos Aires
- Ámbito Financiero (Wirtschaftszeitung)
- Buenos Aires Herald (englischsprachig, eingestellt)
- Clarín
- Crónica (ähnlich der Bildzeitung, hat mehrere Ausgaben pro Tag)
- Cuenca Rural
- Diario Olé (reine Sportzeitung)
- Diario Judicial CABA Diarios
- Di Prese (jiddischsprachige Tageszeitung, 1980 eingestellt)
- El Cronista
- Info BAE (Wirtschaftszeitung)
- La Nación (eher konservativ und kritisch gegenüber den Regierungen Kirchner / Fernández eingestellt)
- La Prensa
- La Razón (Gratiszeitung)
- Página/12 (eher links)
- InfoCañuelas

### Córdoba
- Comercio y Justicia (Wirtschaftszeitung)
- Día a día
- El Diario del Bolsillo (Gratiszeitung, eingestellt)
- Hoy Día Córdoba
- La Mañana (Regionalausgabe der Wirtschaftszeitung Ámbito Financiero)
- La Voz del Interior

### La Plata
- El Día

### Mar del Plata
- La Capital
- Protagonistas

### Mendoza
- Los Andes
- Uno

### Rosario
- El Ciudadano
- La Capital
- Rosario 12

### Salta
- El Tribuno

### Santiago del Estero
- El Liberal

### San Luis
- El Diario de la República

### Tucumán
- El Siglo
- La Gaceta

### San Salvador de Jujuy
- Pregon

### Santa Fe
- El Litoral

### Trelew
- El Chubut

### Ushuaia
- El Diario
- El Sureno

### Villa Carlos Paz
- El Diario de Carlos Paz

## Wochenzeitungen
- Argentinisches Tageblatt (deutschsprachig)
- Buenos Aires Herald (englischsprachig)
- Hoy (Zeitung der Partido Comunista Revolucionario)
- Mundo Israelita (jüdische Wochenzeitung)
- Nuestra Propuesta (Zeitung der Partido Comunista de la Argentina)
- Perfil (auflagenstärkste Wochenzeitung, Schwerpunkt Kultur)
- Prensa Obrera (Zeitung der Partido Obrero)
- Tiempos del Mundo

## Monatszeitungen
- Le Trait d’Union (französischsprachig)